# あさのゆきこ
あさの ゆきこ（Yukiko Asano)は、日本の漫画家。

## 来歴
2008年『赤マルジャンプ 2007 Winter』において、「浅野裕喜子」名義で絵画を題材とした「pictman」を掲載し、デビュー。『コミックフラッパー』2008年11月号に「夕焼けシャッフル」掲載時より「あさのゆきこ」名義に変更し、同誌において「サイレントナイツ」を数作掲載、2010年4月号 - 2011年10月号に文具を題材にした「夕焼けロケットペンシル」、2012年6月号 - 2013年9月号に写真を題材にした「閃光少女」を連載した。『まんがホーム』においても、2012年2月号 - 2012年4月号に書道を題材にした「あやのさんのお墨つき」をゲスト掲載した後「オトナのいろは」と改題し2012年5月号 - 2014年3月号に連載した。
WEBコミックにおいては、2012年9月に「コミックブレイドオンライン」にネットラジオを題材とした「ヘッドホンとピンマイク」を掲載、2015年5月 - 2019年12月にWEBコミックぜにょんにて、『はんなりギロリの頼子さん』を連載した。
2017年12月10日、第一子の出産を発表。2019年8月、第二子の出産を発表。

## 作品リスト
- 夕焼けロケットペンシル（KADOKAWA『コミックフラッパー』、全3巻）
- 閃光少女（KADOKAWA『コミックフラッパー』、全3巻）
- オトナのいろは（芳文社『まんがホーム』、全2巻）
- はんなりギロリの頼子さん（ノース・スターズ・ピクチャーズ『WEBコミックぜにょん』、全7巻）
- お母さんの正体（ノース・スターズ・ピクチャーズ『WEBコミックぜにょん』）